# Янсен, Янин
Янин Янсен (нидерл. Janine Jansen; род. 7 января 1978, Суст, провинция Утрехт) — нидерландская скрипачка.

## Биография
Родилась в музыкальной семье, училась игре на скрипке с 6 лет. Училась в Гаагской консерватории у Косье Вейзенбек, в Утрехтской консерватории у Филиппа Хиршхорна и Бориса Белкина. Дебютировала в 2001, исполнив с Национальным молодёжным оркестром Шотландии Скрипичный концерт Брамса.

## Творческие контакты
Её партнерами были Юлиан Рахлин, Юрий Башмет, Генрих Шифф, Кэтрин Стотт, Миша Майский, Эммануэль Паю, Максим Рысанов и другие известные музыканты, она играла с крупнейшими оркестрами под руководством Владимира Ашкенази, Валерия Гергиева, Рикардо Шайи, Роджера Норрингтона, Франса Брюггена, Михаила Плетнёва, Лорина Маазеля и др.

## Репертуар
В репертуаре скрипачки Вивальди, Бах, Моцарт, Бетховен, Шуберт, Мендельсон, Брамс, Чайковский, Барток, Бриттен, Прокофьев, Шостакович, Пярт и др.
Характеризуя манеру Янсен в исполнении партит и инвенций Баха, рецензент газеты «Коммерсантъ» пишет:

В подчеркнутой деликатности и сдержанности, с которой Янсен играет здесь Баха, всё ж таки чувствуется нечто напускное, не совсем органичное — что, впрочем, не мешает демонстрировать совершенно замечательные в общем-то качества камерной исполнительницы. Интонация у неё всегда предельно отчетлива, фразировка разумна и красива, культурность звука в любом случае вызывает уважение.

## Признание
Премия Радио Би-би-си Артисту нового поколения (2002, 2004), музыкальная премия Нидерландского министерства культуры (2003), премия Эдисона, Амстердам (2004, 2005), музыкальная премия ЭХО-Классик (2006).